# Ewa Kierzkowska
Ewa Sławomira Kierzkowska z domu Szczepaniak (ur. 28 czerwca 1964 w Brodnicy) – polska polityk, posłanka i wicemarszałek Sejmu VI kadencji, w latach 2011–2013 sekretarz stanu w Kancelarii Prezesa Rady Ministrów.

## Życiorys
Uzyskała wykształcenie średnie. Ukończyła liceum ogólnokształcące. W 1982 wstąpiła do Zjednoczonego Stronnictwa Ludowego. Pracowała w strukturze Polskiego Stronnictwa Ludowego, m.in. pełniła funkcję dyrektora biura Naczelnego Komitetu Wykonawczego tej partii. W wyborach samorządowych w 1998 bezskutecznie kandydowała na radną Włocławka z listy Sojuszu Lewicy Demokratycznej, a w wyborach w 2002 bez powodzenia ubiegała się o mandat radnej sejmiku kujawsko-pomorskiego z ramienia PSL.
W wyborach parlamentarnych w 2007 została wybrana na posłankę na Sejm VI kadencji z listy PSL. Startowała w okręgu toruńskim, uzyskując 7561 głosów. W 2008 została wiceprezesem Naczelnego Komitetu Wykonawczego PSL (pełniła tę funkcję do 2012). 18 czerwca 2009 została wybrana na wicemarszałka Sejmu w miejsce Jarosława Kalinowskiego, który został wybrany na posła do Parlamentu Europejskiego. W wyborach parlamentarnych w 2011 kandydowała z okręgu toruńskiego, pomimo 1. pozycji na liście Polskiego Stronnictwa Ludowego nie uzyskała mandatu. 24 listopada 2011 została powołana na stanowisko sekretarza stanu w KPRM, funkcję tę pełniła do 25 lutego 2013. W wyborach do Parlamentu Europejskiego w 2014 startowała z listy PSL w okręgu obejmującym województwo kujawsko-pomorskie i nie uzyskała mandatu posła, zdobywając 633 głosy. Bez powodzenia kandydowała także do Sejmu w wyborach parlamentarnych w 2015. W wyborach samorządowych w 2018 bezskutecznie startowała do sejmiku kujawsko-pomorskiego. W wyborach w 2019 ponownie była kandydatką PSL do Sejmu. Została pracownikiem klubu parlamentarnego tworzonego wokół PSL, objęła później funkcję jego dyrektora.

## Życie prywatne
Córka Jana Szczepaniaka, posła na Sejm i wojewody włocławskiego.